# یواس‌اس گام تری (ای‌ان-۱۸)
یواس‌اس گام تری (ای‌ان-۱۸) (به انگلیسی: USS Gum Tree (AN-18)) یک کشتی است که طول آن            151' 8" می‌باشد. این کشتی  در سال ۱۹۴۱ ساخته شد.